# 細川興貞
細川 興貞（ほそかわ おきさだ）は、江戸時代中期の常陸国谷田部藩の世嗣。通称は大学。

## 略歴
第4代藩主・細川興栄の長男として誕生した。
宝永2年（1705年）、将軍・徳川綱吉に初御目見するが、叙任前の宝永6年（1709年）に死去した。代わって、姉小路家から細川興誠が興栄の婿養子に迎えられて嫡子となった。